# Igreja Matriz de Portimão
A Igreja Matriz de Portimão, igualmente conhecida como Igreja de Nossa Senhora da Conceição, é um monumento religioso na cidade de Portimão, na região do Algarve, em Portugal. Está classificada como Imóvel de Interesse Público desde 1977.

## Descrição
A Igreja Matriz é o templo mais importante na cidade de Portimão. Na fachada principal destaca-se o seu portal, no estilo gótico, semelhante ao do Mosteiro da Batalha, e os trabalhos de massa no frontão, típicos do século XVIII. O interior está organizado em três naves separadas por colunas com capitéis toscanos, cabeceira tripla, e quatro capelas laterais, sendo o altar decorado com talha dourada. Também são de interesse os retábulos setecentistas da capela-mor e da Capela do Santíssimo Sacramento, e as imagens de Nossa Senhora das Almas do Purgatório, de São Pedro e de São Gonçalo de Lagos, igualmente do século XVIII, e as pias de água benta, em grés de Silves, que apresentam motivos decorativos Manuelinos.

## História

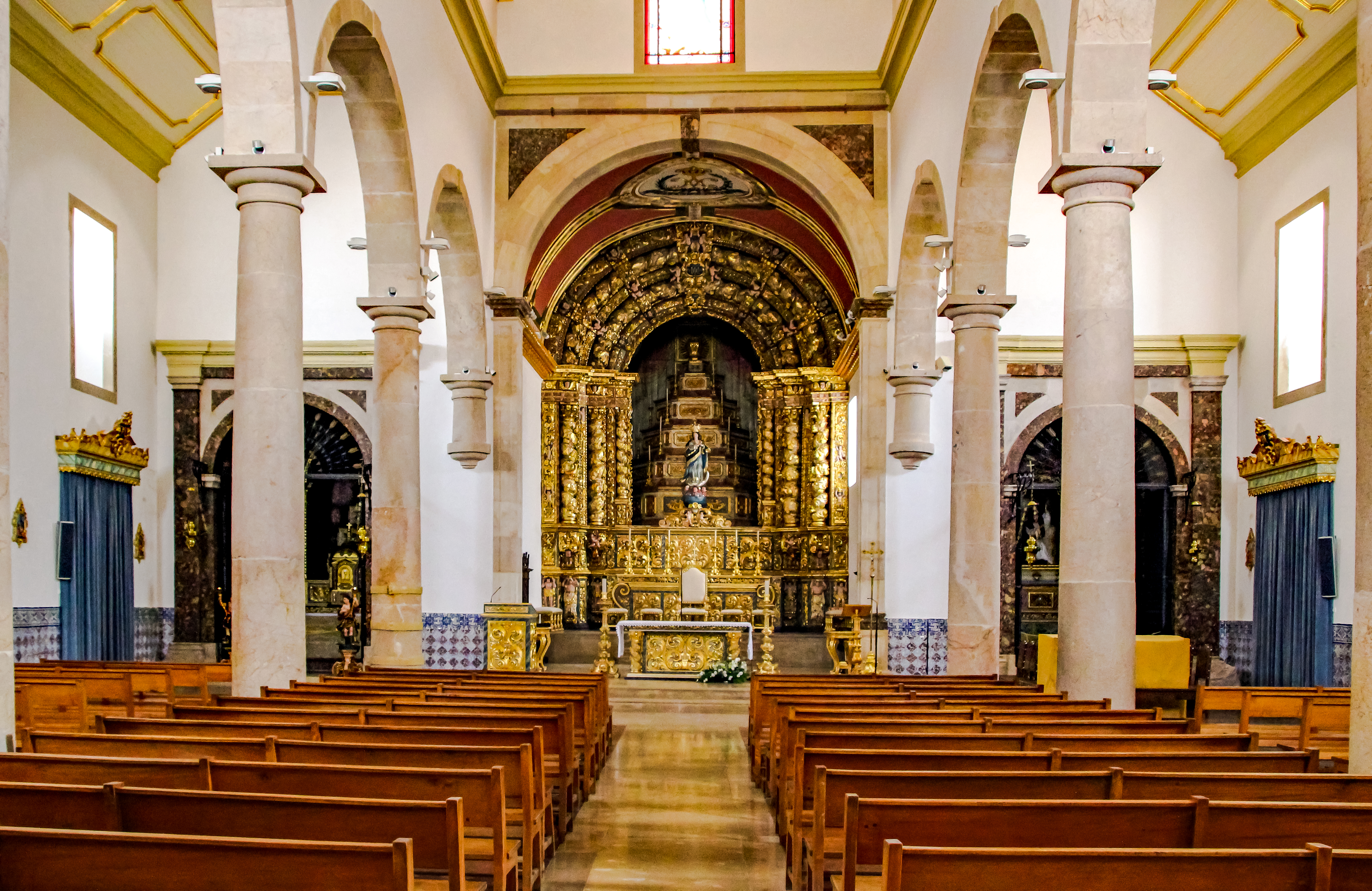
Interior da igreja, em 2018.

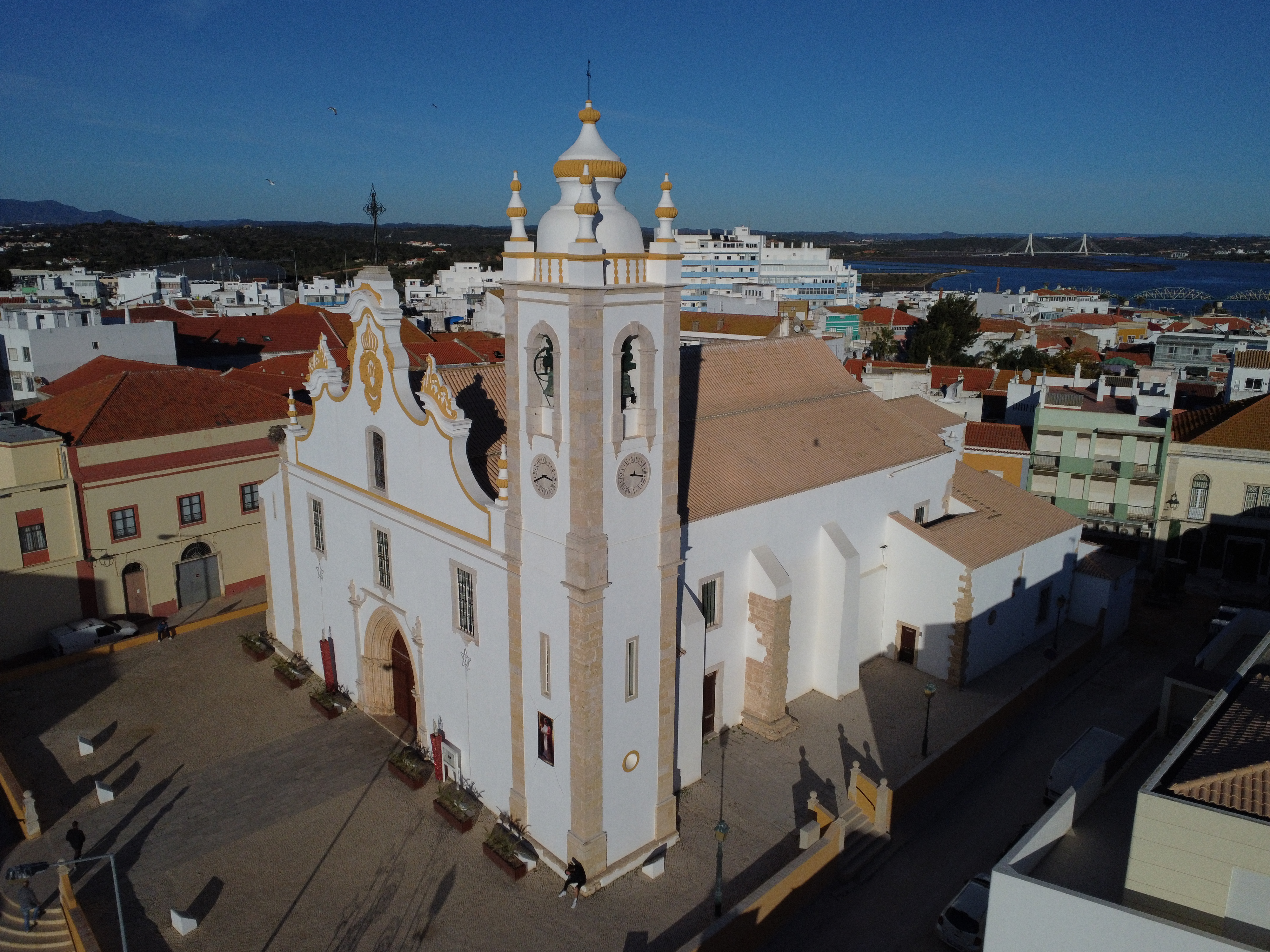
Fotografia aérea da parte lateral da Igreja Matriz de Portimão, em 2024.

A igreja foi construída nos finais do século XV, tendo sido parcialmente baseada no Mosteiro da Batalha, que era então considerado o principal monumento no país. Foi muito danificada pelo Sismo de 1755, tendo sido alvo de grandes trabalhos de remodelação durante os séculos XVIII e XIX. Estas obras modificaram profundamente a estrutura, tendo restado do edifício primitivo apenas o portal e as pias de água benta.
Tinha com um cemitério próprio, situado no adro, que funcionou até à década de 1860, devido à proibição por parte do governo liberal, que determinou que por motivos de higiene os cadáveres deveriam ser enterrados em cemitérios instalados de raiz nas áreas periféricas das povoações. O novo cemitério de Portimão entrou ao serviço em 1863.
Entre 2015 e 2016 foram feitos trabalhos arqueológicos na zona da Casa de Nossa Senhora da Conceição, na Rua Bispo Dom F. Coutinho, tendo sido encontrados vários vestígios do período romano, principalmente desde o reinado de Tito Flávio (79 a 81) aos princípios do século II, embora também tenham sido encontrados alguns materiais mais antigos, incluindo fragmentos de cerâmica de engobe vermelho pompeiano, e posteriores, como cerâmica de cozinha africana. Desta foma, é possível que nesta zona tivesse existido um núcleo urbano, distinto de um outro que estava situado na frente ribeirinha. Também foram descobertos vestígios de construções dos séculos XVI a XVII, provavelmente correspondendo a edifícios residenciais, e dos séculos XVII a XVIII, além de indícios de desaterro na zona em redor da Igreja Matriz, entre os finais do século XIX e o século XX.

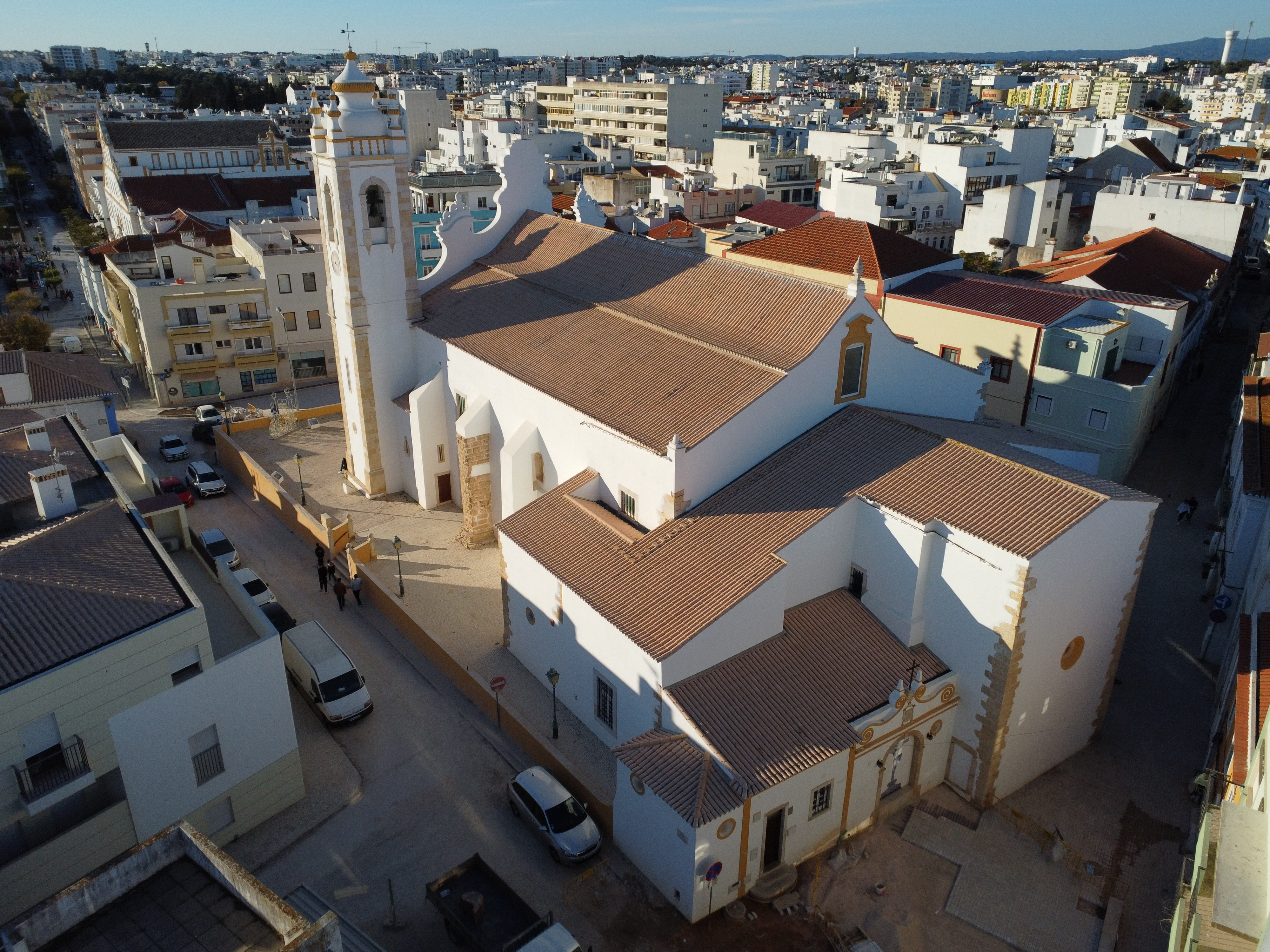
Fotografia aérea da fachada posterior, em 2024.

Em 11 de Abril de 2018, a Câmara Municipal de Portimão apresentou o programa de requalificação do Largo da Igreja Matriz, como parte dda IV Semana de Reabilitação Urbana de Portimão. Este empreendimento abrangia as ruas da Igreja, Bispo Castelo Branco, Fernando Coutinho, São Gonçalo e Ernesto Cabrita, onde iriam ser alargadas as áreas de passeio e ordenado o estacionamento, sendo uma das suas principais finalidades «proceder ao reforço da identidade do centro histórico«, que então se apresentava «descaracterizado». Pretendia-se igualmente autonomizar o passeio pedonal em relação ao restante pavimento frontal à igreja, o que também iria ser feito nas ruas Bispo D. Fernando Coutinho e de São Gonçalo, onde iriam ser igualmente construídas escadarias, e estavam também prevista a instalação de mobiliário urbano na área do Largo da Igreja. Foi igualmente prevista a eliminação das bolsas de estacionamento na área em redor da igreja, de forma a facilitar a sua observação, e a Rua António Castelo Branco iria deixar de ter tráfego automóvel. As obras iriam ser antecedidas por escavações arqueológicas, uma vez que se situavam sensivelmente na zona das antigas muralhas de Portimão, tendo-se avançado a ideia de «espelhar à superfície» o traçado da muralha. O programa de requalificação da área envolvente à igreja foi uma das propostas que foram alvo de uma candidatura aos fundos europeus, por parte da Comissão de Coordenação e Desenvolvimento Regional e da autarquia de Portimão.
Em Janeiro de 2024 iniciaram-se as obras de requalificação do Largo da Igreja Matriz, que incluíam intervenções nos pavimentos e nas redes de saneamento básico e abastecimento de água. Devido à forte sensibilidade histórica do local, os trabalhos foram feitos com acompanhamento arqueológico, de forma a diagnosticar e minimizar o impacto sobre os vestígios antigos. Em 17 de Março de 2025 caiu parte do muro de delimitação a Sul da igreja, devido provavelmente a chuvas intensas e à realização das obras no local. Como se trata do adro da igreja, e por isso um sítio de particular sensibilidade do ponto de vista arqueológico, foi alvo de pesquisas antes de se iniciarem os trabalhos de reconstrução do muro, no sentido de garantir a «estabilidade» e manter «as características da estrutura anteriormente existente». As sondagens foram feitas pela empresa ERA Arqueologia, tendo sido identificadas, até aos princípios do mês de Maio, doze sepulturas, provavelmente dos séculos XVI a XIX, correspondentes aos períodos moderno e contemporâneo. A coordenadora dos trabalhos arqueológicos, Rita Dias, comentou que «há várias cronologias que se sobrepõem», uma vez que o mesmo local foi utilizado mais do que uma vez para os enterramentos, existindo «cronologias anteriores ao terramoto [de 1755] e outras posteriores», tendo sido igualmente identificado um nível que será «contemporâneo do terramoto», devido ao seu conteúdo em «entulho e azulejos» provavelmente oriundos da igreja, que foi muito danificada pelo sismo.